# 러시아 과학 아카데미
러시아 과학 아카데미(연방정부예산기관 "러시아과학아카데미", 약칭 РАН)은 러시아 연방의 국립 과학 아카데미로, 러시아의 자연과학 연구센터 가운데 가장 큰 기관이다. 러시아 과학 아카데미의 근본적인 목적은 자연과학과 응용과학 연구를 조직하고 구성하는 것이다. 그 분야는 자연과학, 응용과학, 인문과학과 사회과학에 이르며, 연구의 목적은 자연, 기술, 인류의 발전을 위한 새로운 지식을 얻고 러시아의 정치, 경제, 사회, 문화의 성장을 돕기 위함이다. РАН은 과학 활동의 자유를 확보하여 러시아의 번영과 융성을 위한다는 중요한 사명을 가진다. 러시아의 최고 과학기관으로서, 러시아 과학 아카데미는 연방 예산으로, 과학조직과 최고전문교육을 받은 교육된 인원들에 의해 진행되는 기초 연구의 조직에 관여한다.
러시아 국립 과학 아카데미 시스템 재건의 일환으로, 2013년 9월 러시아 과학 아카데미에 두 개의 아카데미가 통합되었다. 러시아 의료 과학 아카데미(РАМН)와 러시아 농업 과학 아카데미(РАСХН)였다. РАН의 일원이라는 지위로 해당 아카데미들을 러시아 과학 아카데미에 편입한 결과로, 전 РАМН과 РАСХН의 인원을 고려하면, 오늘날 러시아 과학 아카데미에는 1,999명의 인원이 러시아 학자들로 추산되며, 이 중 865명이 실질회원(57명이 여성), 1134명이 통신회원(145명이 여성)이다. 이 외에도 ~450명의 외국인 학자들이 현재 РАН의 외국인회원으로 있다.
가장 최근의 선거는 2025년 5월 26-30일 치러졌다.
러시아 의료 과학 아카데미와 러시아 농업 과학 아카데미의 통합 이전 과학 아카데미 관할로 653개 과학 조직이 들어왔으며, РАН 시스템 아래에서 근무하는 총 인원은 2011년 말 116,322명을 기록했다. 이 중 48,315명은 연구원이다. 상기한 재건의 결과로 РАН의 기관들과, РАН에 통합된 РАМН과 РАСХН은 연방 과학 조직 에이전트의 사법권 하에 편입되었다.
2018년 5월 연방 과학 조직 에이전트가 해체되었고, 그 기능은 새로 조직된 러시아연방 과학고등교육부로 이관되었다.
현재의 러시아 과학 아카데미는 1917년부터 1925년까지 존재했던 러시아 과학 아카데미의 부활이다. 이는 페테르부르크 과학 아카데미의 후신이었으며, 1925년 소련 과학 아카데미(АН СССР)로 이설된다. 소련 붕괴 이후 남겨진 자산은 러시아 과학 아카데미로 이관되었으며, 소련 과학 아카데미의 인원에게는 러시아 과학 아카데미 실질회원 및 통신회원의 지위가 부여되었다. 현재의 러시아 과학 아카데미는 АН СССР의 후신이다.
러시아 과학 아카데미는 연방정부예산기관이라는 법적인 지위를 가지고 있다. 2017년 9월 27일부터 러시아 과학 아카데미의 소장은 물리학자 Геннадий Яковлевич Красников
겐나디 야코블레비치 크라스니코프가 맡고 있다.

## 회원 구성 및 선발
러시아과학아카데미의 구성원은 활동회원("아카데미키")와 교신회원("츨렌코리")로 이루어져 있다. 아카데미 회원의 주된 의무는 새로운 연구실적으로 학문을 진흥시키는 것이다. 회원은 평생 아카데미의 모든 회의에 참여한다. 활동회원은 학문적 깨달음에 있어 첫 걸음을 디딘 이들로 선발하며. 교신회원은 탁월한 학문적 업적을 이룩한 이들로 선발한다. 활동회원과 교신회원은 러시아연방의 시민이어야 하며, 해외 연구자들은 외국인회원의 지위만을 얻을 수 있다.
러시아의료과학아카데미(РАМН)와 러시아농업아카데미(РАСХН)와의 통합 이후, 2011년 12월 아카데미 선거의 결과에 따라 아카데미는 활동회원 531명과 교신회원 769명으로 구성되게 되었다. 2013년 12월 차기 선거는 실행되지 않았고, 아카데미는 3년간 신규 회원 모집을 중단하였다.
2015-16년 겨울 러시아과학아카데미 교수가 처음으로 선발되었다. 이러한 선발은 아카데미의 예비인원 증강의 의도로 분석된다. 2018년 봄과 2022년 봄 각각 제2회, 제3회 선발이 이뤄졌으며, 그 결과 현재 아카데미 교수는 713명의 연구자로 이루어져 있다.
2016년 10월 24-28일 치러진 아카데미의 "주"회원 선거에서 새로운 경향이 나타났다. 대부분의 자리에 연령제한을 건 것인데, 교신회원 후보는 51세 미만, 활동회원 후보는 61세 미만이어야 했다. 이러한 조치는 평균연령을 낮추는 효과를 불러와 활동회원은 73.7세, 교신회원은 66.7세의 평균연령을 이루게 되었다. (2016년 말 기준)
다음 선거는 2019년 11월 11-15일 치러졌다. 활동회원 76석, 교신회원 171석의 보직이 공고되었으며, 이중 27석의 경우 56세 미만이라는 연령제한이 있었다. 한편 공고된 만큼의 회원이 선출되지 못했는데, 활동회원 71석(공석 5석), 교신회원 158석(공석 13석)만이 선출되었다.
다음 선거는 2021년 가을로 예상되었으나, 코로나19 등의 이유로 인하여 2022년 5월 30일부터 6월 2일까지로 연기되었다. 활동회원 96석, 교신회원 218석을 모집하였으며, 활동회원 91석, 교신회원 211석, 외국인회원 44석이 선출되었다. (선발보직 목록 및 신청자 목록 참조)

## 같이 보기
- 아카뎀고로도크
- 신경언어 프로그래밍
- 헌법 경제학
- 러시아의 과학자 목록